# SpaceX Crew-6
SpaceX Crew-6 est un vol opérationnel habité du vaisseau spatial Crew Dragon de la société américaine SpaceX. Lancé le 2 mars 2023, il transporte quatre membres des expéditions 69 et 70 de la Station spatiale internationale.

## Équipage
- Commandant : Stephen Bowen (4),  États-Unis, NASA
- Pilote : Warren Hoburg (1),  États-Unis, NASA
- Spécialiste de mission 1 : Sultan Al Neyadi (1),  Émirats arabes unis
- Spécialiste de mission 2 : Andreï Fediaïev (1),  Russie, Roscosmos

(Le chiffre entre parenthèses indique le nombre de vols spatiaux effectués par l'astronaute, SpaceX Crew-6 inclus.)

## Déroulement de la mission
Un des membres de l'équipage est Sultan Al Neyadi, un astronaute des Émirats arabes unis, pour un séjour de six mois à bord de l'ISS via un accord avec Axiom Space,.
Il s'agit du deuxième vol de Crew Dragon avec un astronaute de Roscosmos à bord, Andreï Fediaïev.
Le lancement, initialement prévu le 27 février 2023, doit être repoussé, seulement deux minutes avant le départ, en raison d'un problème technique lié au chargement du carburant,. Il a finalement lieu le 2 mars 2023 à 5 h 34 min 14 s UTC depuis l'aire de lancement 39A du Centre spatial Kennedy. Le vaisseau s'amarre à l'ISS le lendemain à 6 h 40 UTC.
Après s'être désamarrée de l'ISS le 3 septembre 2023 à 11 h 5 UTC, la capsule revient sur Terre le 4 septembre à 4 h 7 UTC.